# 8 Years 〜Many Classic Moments〜
『8 YEARS 〜Many Classic Moments〜』（エイト・イヤーズ メニー・クラシック・モーメンツ）は、globeの2枚目のベスト・アルバム。2002年11月27日にavex globeより発売された。シングル「seize the light」と同時発売。
2004年1月28日にはDVD-Audio盤、同年3月31日にはDVDが付属する限定盤『8 YEARS 〜Many Classic Moments〜+DVD』として再発された。

## 解説
デビュー作「Feel Like dance」から当時の最新作「seize the light」までの楽曲から選曲されており、1998年に発売された4連続シングル「wanna Be A Dreammaker」、「Sa Yo Na Ra」、「sweet heart」「Perfume of love」の購入応募者全員にプレゼントされた「winter comes around again」を別ミックスで収録。
本作はコピーコントロールCD仕様となっており、2024年現在も通常のCD-DA仕様で再発されていない。

## 収録内容
| #         | タイトル                                 | 作詞             | 作曲      | 編曲      | Rap詞     | 時間  |
| --------- | ---------------------------------------- | ---------------- | --------- | --------- | --------- | ----- |
| 1.        | 「Feel Like dance」                      | 小室哲哉         | 小室哲哉  | 小室哲哉  |           | 5:54  |
| 2.        | 「DEPARTURES」(Radio Edit)               | 小室哲哉         | 小室哲哉  | 小室哲哉  |           | 5:13  |
| 3.        | 「Is this love」                         | 小室哲哉&MARC    | 小室哲哉  | 小室哲哉  |           | 5:31  |
| 4.        | 「FACE」                                 | 小室哲哉&MARC    | 小室哲哉  | 小室哲哉  |           | 6:16  |
| 5.        | 「FACES PLACES」                         | 小室哲哉&MARC    | 小室哲哉  | 小室哲哉  |           | 6:27  |
| 6.        | 「Love again」                           | 小室哲哉&MARC    | 小室哲哉  | 小室哲哉  |           | 4:44  |
| 7.        | 「wanna Be A Dreammaker」                | MARC&小室哲哉    | 小室哲哉  | 小室哲哉  |           | 5:33  |
| 8.        | 「still growin' up」                     | KEIKO&MARC       | 小室哲哉  | 小室哲哉  |           | 4:39  |
| 9.        | 「DON'T LOOK BACK (Album Edit)」         | 小室哲哉         | 小室哲哉  | 小室哲哉  | MARC      | 6:39  |
| 10.       | 「try this shoot」                       | KEIKO            | 小室哲哉  | 小室哲哉  | MARC      | 5:59  |
| 11.       | 「Many Classic Moments」                 | 小室哲哉         | 小室哲哉  | 小室哲哉  | MARC      | 6:09  |
| 12.       | 「winter comes around again (TK Mix)」   | 小室哲哉&MARC    | 小室哲哉  | 小室哲哉  |           | 7:47  |
| 13.       | 「seize the light (DARK ANGEL Version)」 | YOSHIKI&小室哲哉 | YOSHIKI   | YOSHIKI   | MARC      | 1:42  |
| 合計時間: | 合計時間:                                | 合計時間:        | 合計時間: | 合計時間: | 合計時間: | 72:33 |

| #  | タイトル                              | 作詞 | 作曲・編曲 |
| -- | ------------------------------------- | ---- | ---------- |
| 1. | 「Feel Like dance」(Music Clip)       |      |            |
| 2. | 「Is this love」(Music Clip)          |      |            |
| 3. | 「FACES PLACES」(Music Clip)          |      |            |
| 4. | 「Love again」(Music Clip)            |      |            |
| 5. | 「wanna Be A Dreammaker」(Music Clip) |      |            |
| 6. | 「still growin' up」(Music Clip)      |      |            |
| 7. | 「Many Classic Moments」(Music Clip)  |      |            |

### 楽曲解説
1. Feel Like dance
1stシングル。
2. DEPARTURES
4thシングル。シングルバージョンはアルバム初収録。
3. Is this love
6thシングル。
4. FACE
8thシングル。
表記はないが5thアルバム「CRUISE RECORD 1995-2000」に収録されたバージョン。
5. FACES PLACES
9thシングル。
6. Love again
12thシングル。
7. wanna Be A Dreammaker
13thシングル。
8. still growin' up
18thシングル。シングルバージョンはアルバム初収録。
9. DON'T LOOK BACK (Album Edit)
21stシングルの1曲目。
アレンジは6thアルバム『outernet』収録のものと同じであるが、本作では間奏が一部カットされている。
10. try this shoot
23rdシングル。シングルバージョンはアルバム初収録。
11. Many Classic Moments
26thシングル。シングルバージョンはアルバム初収録。
12. winter comes around again (TK Mix)
非売品シングル。アルバム初収録。
小室のコーラスがオミットされるなど、ミックスがシングルとは異なる。
13. seize the light (DARK ANGEL Version)
Additional Arrangement:小室哲哉
28thシングルのショートバージョン。